# Jemiołów (osada leśna)
Jemiołów – osada leśna w Polsce położona w województwie lubuskim, w powiecie świebodzińskim, w gminie Łagów.
W latach 1975–1998 miejscowość administracyjnie należała do województwa zielonogórskiego.